# Ossec
OSSEC سامانه‌ای جهت تشخیص نفوذ مبتنی بر سیستم میزبان (HIDS) است. این نرم‌افزار آزاد و متن‌باز است. همچنین دارای قابلیت‌هایی نظیر تحلیل لاگ (Log Analysis)، صحه‌گذاری بر یکپارچگی (Integrity Checking)، پایش رجیستری ویندوز، کشف و شناسایی روت‌کیت‌ها، هشدار دهی مبتنی بر زمان و پاسخ‌دهی فعال (Active Response) می‌باشد. قابلیت HIDS را برای بسیاری از سیستم‌ها عامل نظیر لینوکس، اوپن‌بی‌اس‌دی، فری‌بی‌اس‌دی، اواس ده، سولاریس (سیستم‌عامل) و مایکروسافت ویندوز مهیا ساخته است. OSSEC با بهره بردن از مرکز کنترل متمرکز و معماری cross-platform توانایی مدیریت تعداد بالایی از سیستم‌های تحت کنترل خود را دارا می‌باشد.

## تاریخچه
جزو ضرورت‌های استاندارد PCI_DSS) Payment Card Industry Data Security Standard) می‌باشد. آخرین نسخهٔ مورد اعتماد: ۲٫۸٫۳ مورخ ۵ نوامبر ۲۰۱۵

## اجزای تشکیل دهنده سامانه OSSEC
سامانهٔ OSSEC شامل یک نسخهٔ سرور (برنامهٔ کاربردی اصلی) و یک نسخهٔ Agent مخصوص سیستم عامل ویندوز می‌باشد. در نسخهٔ سرور امکان استفاده از کنسول تحت وب جهت مدیریت برنامهٔ کاربردی وجود دارد.
- برنامهٔ کاربردی اصلی OSSEC، که جهت نصب متمرکز یا پراکنده نیاز می‌باشد. سیستم عامل‌های پشتیبانی کننده عبارتند از Linux, Solaris, BSD, Mac.
- Windows Agent، مخصوص محیط‌های مایکروسافت ویندوز می‌باشد. نیاز به نصب نسخهٔ برنامهٔ کاربردی به عنوان سرور مدیریت می‌باشد. سپس نسخهٔ Agent را روی سیستم‌ها نصب می‌کنیم. (نیازمند Authentication Key می‌باشد)
- نمایه تحت وب (web Interface)، که به عنوان یک ابزار کاربردی مجزا محیط گرافیکی برای کاربر فراهم می‌کند.

## توانمندی‌ها
سامانهٔ OSSEC دارای هسته‌ای برای تحلیل (Analysis Engine) می‌باشد، که امکان مرتبط سازی (Correlate) و تحلیل و بررسی لاگ‌ها را فراهم می‌کند. سامانه‌های تحت پوشش تا این تاریخ:
- یونیکس-only: Unix PAM, sshd (اوپن‌اس‌اس‌اچ), سولاریس (سیستم‌عامل) تلنت، سامبا (نرم‌افزار), Su, and Sudo
- FTP servers: ProFTPd, Pure-FTPd, دیمن اف‌تی‌پی بسیار امن، سرویس‌های اطلاعات اینترنتی، and Solaris ftpd
- Mail servers: قرارداد پیام‌گزینی and pop3d, پست‌فیکس، سندمیل، vpopmail, and مایکروسافت اکسچنج سرور
- پایگاه داده: پستگرس‌کیوال and مای‌اس‌کیوال
- Web servers: وب‌سرور آپاچی (access log and error log), IIS web server (NSCA and W3C extended), and Zeus Web Server errors log
- Web applications: Horde IMP , SquirrelMail, and Modsecurity
- Firewalls: Iptables firewall, Solaris آی‌پی‌فیلتر firewall, AIX ipsec/firewall, Netscreen firewall, دیوارآتش ویندوز، Cisco PIX, Cisco FWSM, and Cisco ASA
- NIDS: Cisco IOS IDS/IPS module, and اسنورت IDS (full, fast, and syslog)
- Security tools: ضدویروس نورتون، ان‌مپ، Arpwatch, and سیسکو سیستمز VPN Concentrator
- Others: Named (بایند), اسکوئید (نرم‌افزار) proxy, Zeus eXtensible Traffic Manager[1] (now Riverbed Stingray Traffic Manager)
- Windows event logs (logins, logouts, audit information, etc.)
- Windows Routing and Remote Access logs
- Generic Unix authentication (adduser, logins, etc.)

## سایر
سامانهٔ ossec hids در سامانهٔ USM AlienVault نیز مورد بهره براری قرار گرفته است.